# Marek Skrobecki
Marek Skrobecki (ur. 18 września 1951 w Kaliszu) – polski reżyser filmów animowanych, głównie realizowanych klasycznymi technikami lalkowymi, związany ze studiem filmowym Se-ma-for w Łodzi a od 2015 roku z Studiem Trefl.

## Życiorys
W 1969 złożył egzamin dojrzałości w I Liceum Ogólnokształcącym im. Adama Asnyka w Kaliszu. Jest absolwentem Akademii Sztuk Pięknych w Łodzi i kierunku reżyserii filmu animowanego w Państwowej Wyższej Szkole Filmowej, Telewizyjnej i Teatralnej w Łodzi (dyplom w 1990).
Był stypendystą British Council i odbył staż w Jim Henson’s Creature Shop i Aardman Animation (1992). Zadebiutował w 1988 filmem Epizod. Później próbował swoich sił w rysunkowych filmach dla dzieci. Jednak dopiero w zrealizowanym w 1992 w Se-ma-forze filmie D.I.M odnalazł swoją oryginalną drogę, a ożywianie kukieł wielkości człowieka stanowiło niewątpliwie novum na gruncie polskiej animacji przestrzennej. Doświadczenia zdobyte przy tym filmie wykorzystał w sposób udany przy następnych, a zwłaszcza przy Ichthys.
Wielokrotnie współpracował ze znaną polską grupą muzyczną wykonującą muzykę industrialną – Agressiva 69. Wyreżyserował dwa teledyski tej grupy: Situations oraz Devil Man.
Jest jednym z bohaterów książki Jerzego Armaty Anima. Mistrzowie polskiej animacji (wyd. EGoFILM, Warszawa 2025).

## Filmografia
- 1988 – Epizod – reżyseria, scenariusz, opracowanie plastyczne,
- 1989 – Tort urodzinowy – reżyseria, scenariusz, opracowanie plastyczne,
- 1991 – Ostatnia kanapka – reżyseria, scenariusz, opracowanie plastyczne,
- 1992 – D.I.M. – reżyseria, scenariusz, opracowanie plastyczne,
- 1993 – Co się komu śni odc. Bujanie w obłokach – reżyseria,
- 1995 – OM – reżyseria, scenariusz, opracowanie plastyczne,
- 1998 – Marchenbilder (Obrazki z Bajek) – reżyseria, opracowanie plastyczne (koncepcja plastyczna Ryszard Kaja)
- 2005 – Ichthys – reżyseria, opracowanie plastyczne,
- 2010 – Danny Boy – reżyseria, scenariusz,
- oraz czołówki, przerywniki telewizyjne i reklamy animowane (m.in. seria reklam TAK TAK Ery GSM, „Saga”, „E”, LOT).
- od 2014 - Rodzina Treflików- reżyseria, scenografia

## Współpraca
- 1993 – Republika marzeń – efekty specjalne,
- 1993 – Lista Schindlera (reż. Steven Spielberg) – efekty specjalne i elementy scenografii,
- 1994 – Psy 2 – Ostatnia krew (reż. Władysław Pasikowski) – opracowanie graficzne,
- 2000 – Bajland (reż. Henryk Dederko) – scenografia, dekoracja wnętrz,
- 2000-2001 – Raj (reż. Andrzej Czeczot) – współpraca reżyserska,
- 2006 – Piotruś i wilk (reż. Suzie Templeton) – scenografia.

## Nagrody i wyróżnienia
- 1988 – Film Epizod – główna nagroda „Jantar” w kategorii filmu krótkiego za debiut reżyserski na Młodzieżowych Spotkaniach Filmowych „Młodzi i Film” w Koszalinie,
- 1994 – Film D.I.M. – nagroda specjalna jury na Internationalm Film Festival of Fantasy, Thriller & Science-Fiction w Brukseli,
- 1994 – Film D.I.M. – Wyróżnienie na Międzynarodowym Festiwalu Filmów Krótkometrażowych w Krakowie,
- 1994 – Film D.I.M. – Nagroda Specjalna Jury na Word Festival of Animated Films w Zagrzebiu,
- 1994 – Film D.I.M. – wyróżnienie na International Animated Film Festival w Espinho,
- 1999 – Film Obrazki z bajek – Złota Kreska na Festiwalu Autorskich Filmów Animowanych „OFAFA” w Krakowie.
- 2005 – Film Ichthys – Dyplom honorowy na 45 Krakowskim Festiwalu Filmowym.
- 2005 – Film Ichthys – Nagroda dla najlepszego filmu krótkometrażowego na Ottawa Animation Film Festival.
- 2005 – Film Ichthys – Brązowy Jabberwocky – Festiwal Etiuda-Anima w Krakowie.
- 2005 – Film Ichthys – Srebrna Kreska na Festiwalu Autorskich Filmów Animowanych „OFAFA” w Krakowie
- 2005 – Film Ichthys – Sony Audience Award – Animateka International Animation Festival w Lublanie.
- 2007 – Film Piotruś i Wilk – Oscar w kategorii Najlepszy Krótkometrażowy Film Animowany